# Ligypterus
Ligypterus is een geslacht van rechtvleugeligen uit de familie krekels (Gryllidae). De wetenschappelijke naam van dit geslacht is voor het eerst geldig gepubliceerd in 1878 door Saussure.

## Soorten
Het geslacht Ligypterus omvat de volgende soorten:
- Ligypterus belmontensis Robillard, 2005
- Ligypterus fuscus Chopard, 1920
- Ligypterus heydeni Saussure, 1874
- Ligypterus linharensis Robillard, 2005
- Ligypterus pernambucensis Robillard, 2005